# Liste der Wappen in der Emilia-Romagna
Die Liste der Wappen in der Emilia-Romagna zeigt die Wappen der Provinzen der Region Emilia-Romagna in der Italienischen Republik. In dieser Liste sind die Wappen jeweils mit einem Link auf den Artikel über die Provinz und mit einem Link auf die Liste der Wappen der Orte in dieser Provinz angezeigt.

## Wappen Emilia-Romagnas

Wappen der Emilia-Romagna
Karte der Region Emilia-Romagna in Italien

## Wappen der Provinzen der Region Emilia-Romagna

Provinz Bologna (Wappen der Orte)
Provinz Ferrara (Wappen der Orte)
Provinz Forlì-Cesena (Wappen der Orte)
Provinz Modena (Wappen der Orte)
Provinz Parma (Wappen der Orte)
Provinz Piacenza (Wappen der Orte)
Provinz Ravenna (Wappen der Orte)
Provinz Reggio Emilia (Wappen der Orte)
Provinz Rimini (Wappen der Orte)